# Klasea baetica
Klasea baetica là một loài thực vật có hoa trong họ Cúc. Loài này được (Boiss. ex DC.) Holub mô tả khoa học đầu tiên năm 1977.